# Yoshe Kalb
Yoshe Kalb (dallo yiddish יאָשע קאַלב, trad.Yoshe il tonto) è un romanzo di Israel Joshua Singer (fratello del più famoso Isaac). Il libro apparve dapprima in puntate sul Jewish Daily Forward nel 1932 ed ebbe un successo così clamoroso che ne venne tratta una non meno acclamata pièce teatrale. Nello stesso anno l'opera venne pubblicata in volume a Varsavia e nel 1933 tradotta in inglese e pubblicata da Schocken col titolo The Sinners.
Nell'edizione del 1965 di Harper & Row è apparsa anche un'introduzione di Isaac Bashevis Singer, che racconta il processo creativo che ha portato il fratello a scrivere il romanzo.

## Trama
Quando un uomo misterioso giunge nella corte rabbinica della città di Nyesheve, in Galizia, si crea lo scompiglio. Infatti alcuni lo riconoscono come il genero dell'ormai anziano Rabbi Melech, scomparso quindici anni prima in modo misterioso abbandonando la moglie, altri come un miserabile e introverso mendicante della città di Bialogura, che era scappato dalla città la notte del suo matrimonio forzato con la figlia dello scaccino, poiché, causa un loro peccato, erano ritenuti responsabili di una spaventosa epidemia che aveva colpito la città. Ma chi è dei due quest'uomo che alla domanda «Chi sei?» di settanta saggi rabbini, accorsi da tutte le parti d'Europa a Nyesheve per risolvere la questione, risponde «Non lo so»?

## Edizioni italiane
- Israel Joshua Singer, Yoshe Kalb e le tentazioni, introduzione di Isaac Bashevis Singer, traduzione di Bruno Fonzi, collana La ginestra n.131, Longanesi, Milano, 1973; collana I David n. 83, Editori Riuniti, 1984; collana Carte Riscoperte, Carte Scoperte Editore, Milano, 2005 ISBN 88-7639-008-1.
- id., Yoshe Kalb, introduzione di Isaac Bashevis Singer, traduzione di Bruno Fonzi, a cura di Elisabetta Zevi, collana Biblioteca Adelphi n.620, Adelphi, Milano, 2014 ISBN 978-88-459-2868-0.
- id., Yoshe Kalb. Con un'introduzione all'autore di Moni Ovadia. Edizione integrale, trad., Collana Classici moderni n.1, Newton & Compton, Roma, 2015, ISBN 978-88-54-17244-9.